# Preußische ES 6
Die Preußische ES 6 war eine Elektrolokomotive der Preußischen Staatsbahnen für den Mehrzweckeinsatz.

## Konstruktion
Maßgeblich für die Lokomotive und den Fortschritt in der deutschen Elokentwicklung war eine erste Fremdkühlung, um den bisher bei den Vorgängermodellen auftretenden Schäden vorzubeugen. Charakteristisch für diese Maschine war die Ausführung mit nur einem Endführerstand.

## Geschichte
Die ES 6 wurde im Frühjahr 1914 abgeliefert und musste nach wenigen Tests vom Bw Bitterfeld aus zu einer Ausstellung nach Malmö. Während die Lok im Krieg abgestellt blieb, wurde sie danach reaktiviert und für weitere Fahrten genutzt. Durch ihre robuste Bauweise und die kleinen Antriebsräder bewährte sich die Lok mehr im Personen- und Güterzugdienst als vor Schnellzügen. Die immer größer werdenden Zuglasten überstiegen jedoch auch die Leistungsfähigkeit dieser Maschine, so dass sie 1923 zu einem Umformer für das Unterwerk Marke umgebaut wurde.